# Gerard Bergholtz
Gerardus Maria Catharina Henricus (Gerard) Bergholtz (Maastricht, 29 augustus 1939) is een voormalig Nederlands voetballer en trainer die uitkwam voor MVV en Feijenoord en in België onder meer voor Anderlecht, Racing White en RWDM. Hij speelde twaalf interlands voor het Nederlands elftal. Na zijn spelersloopbaan was hij als trainer actief in België.

## Loopbaan

### Beginjaren
Bergholtz begon op tienjarige leeftijd met clubvoetbal bij Rapid in Maastricht. In 1954 ging hij naar Kimbria waar hij twee jaar speelde. Hij werd in 1956 aangetrokken door MVV waar hij een seizoen in de junioren uitkwam. Vanaf het begin van het seizoen 1957/58 kwam de vleugelaanvaller uit voor het eerste elftal. Zijn vuurdoop was in de competitieouverture op 25 augustus 1957 toen MVV op bezoek ging bij landskampioen Ajax en met 4-0 verloor.

### International
Bergholtz maakte zijn internationale debuut op 12 april 1958 voor het Nederlands elftal 18–20 jaar. In Turnhout speelde het jeugdteam met 4-4 gelijk tegen de leeftijdgenoten uit België. Hij kwam nog tweemaal uit voor deze lichting en ging daarna over naar Jong Oranje waarvoor hij vijf interlands speelde.
In het Nederlands elftal debuteerde Bergholtz op 30 april 1961, als vervanger van linksbuiten Coen Moulijn. De thuiswedstrijd tegen Hongarije ging met 0-3 verloren. Hij speelde als MVV’er tweemaal voor Oranje. Na zijn overgang naar Feijenoord in 1961 raakte hij twee jaar uit beeld. Hij maakte zijn rentree op 2 mei 1963. Het Nederlands elftal trad in het Olympisch Stadion aan tegen regerend wereldkampioen Brazilië en won met 1-0. Bergholtz kwam in zijn Feijenoord-periode nog achtmaal uit voor Oranje. Na zijn verhuizing naar België in 1965 werd hij niet meer opgeroepen, tot 10 mei 1967. Toen maakte hij zijn comeback, ditmaal als speler van Anderlecht, in de uitwedstrijd tegen Hongarije (2-1 verlies). Het was zijn laatste interland.

### Feijenoord
Hij speelde vier jaar voor MVV. Tijdens zijn laatste seizoen vervulde hij zijn militaire dienstplicht
op de luchtmachtschool in Breda. Bergholtz trainde in die periode vaker bij PSV. Toch koos hij medio 1961 voor een overgang naar Feijenoord dat 80.000 gulden voor de vleugelspeler neertelde. Hij kwam bij Feijenoord in een voorhoede met alleen maar internationals: Frans Bouwmeester, Cor van der Gijp, Coen Moulijn en Henk Schouten. Bergholtz werd in zijn eerste jaar en in zijn vierde en laatste seizoen kampioen met Feijenoord.

### Europa Cup
Zijn debuut in de Europa Cup I maakte hij op 6 september 1961 in de uitwedstrijd tegen IFK Göteborg die Feijenoord met 0-3 won. Een jaar later drong Feijenoord door tot de halve finale. Bergholtz speelde daarin beide duels tegen Benfica. Na de 0-0 op 10 april 1963 in de thuiswedstrijd verloor Feijenoord op 8 mei in Lissabon met 3-1.
Bij Anderlecht speelde hij, verdeeld over vier seizoenen, zeventien wedstrijden in de Europa Cup I.

### Anderlecht
Bergholtz nam op het hoogtepunt afscheid van Feijenoord dat in het seizoen 1964/65 zowel de landstitel als de KNVB Beker won. Met zijn recordtransfer naar Anderlecht was hij Nederlands duurste voetballer. De Belgische kampioen betaalde 300.000 gulden voor de rechtsbuiten van Feijenoord en Oranje. Met Anderlecht werd hij driemaal op rij, in 1966, 1967 en 1968, landskampioen. Bergholtz stond in zijn eerste seizoen 1965/66 niet altijd in de basis. In zijn laatste seizoen 1969/70 kwam hij niet vaak meer aan spelen toe en vertrok naar de andere Brusselse club Racing White. In 1973 veranderde deze club de naam in RWDM waarvoor hij nog een seizoen voetbalde. In 1974 vertrok Bergholtz naar de Belgische Tweede Klasse waar hij voor RAEC Mons uitkwam. 

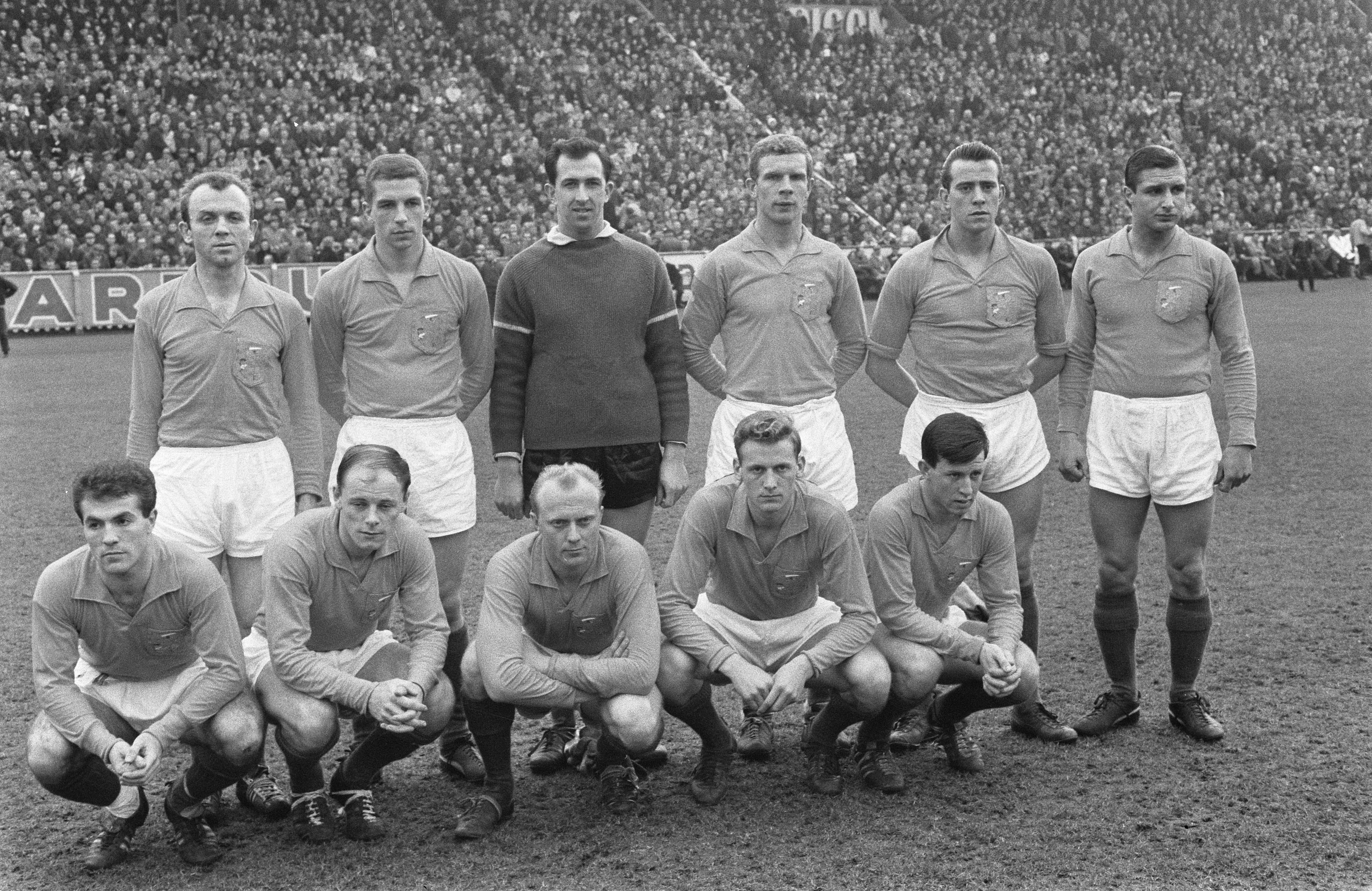
Bergholtz, knielend 2e van links, in het Nederlands elftal (22 maart 1964).

### Trainer
In 1976 zette hij op 36-jarige leeftijd een punt achter zijn carrière als voetballer. Hij ging als speler-trainer aan de slag bij Lanaken VV, de voetbalclub uit zijn woonplaats, en daarna vervulde hij de dubbelrol bij Bilzerse VV. Hij volgde op het KNVB-sportcentrum in Zeist de trainerscursus voor het B-diploma. Bergholtz stopte in 1979 definitief als voetballer en ging alleen als trainer verder bij de Belgische clubs Sint-Truiden VV, Patro Eisden, KFC Diest en AA Gent waar hij op 15 september 1987 werd ontslagen en opgevolgd door Ab Fafié.
Naast zijn werk als voetbaltrainer runde hij in Lanaken, vlak over de grens bij Maastricht, het restaurant La Belle Epoque. Hij zette begin jaren tachtig in Hasselt een eigen voetbalschool op voor talenten van acht tot zestien jaar uit Belgisch-Limburg.
In 2024 verscheen het boek Pummy - gevleugeld en gedreven van de schrijvers Paul van Grinsven en Tom König over zijn voetballeven.

## Clubstatistieken
| Seizoen | Club         | Land      | Competitie    | Competitie | Competitie | Beker | Beker | Internationaal | Internationaal | Overig | Overig | Totaal | Totaal |
| Seizoen | Club         | Land      | Competitie    | Wed.       | Dlp.       | Wed.  | Dlp.  | Wed.           | Dlp.           | Wed.   | Dlp.   | Wed.   | Dlp    |
| ------- | ------------ | --------- | ------------- | ---------- | ---------- | ----- | ----- | -------------- | -------------- | ------ | ------ | ------ | ------ |
| 1957/58 | MVV          | Nederland | Eredivisie    | 23         | 5          | 4     | 3     | 0              | 0              | 0      | 0      | 27     | 8      |
| 1958/59 | MVV          | Nederland | Eredivisie    | 30         | 8          | –     | 0     | 0              | 0              | 0      | 0      | 30     | 8      |
| 1959/60 | MVV          | Nederland | Eredivisie    | 30         | 9          | –     | –     | 0              | 0              | 0      | 0      | 30     | 9      |
| 1960/61 | MVV          | Nederland | Eredivisie    | 30         | 6          | 2     | 0     | 0              | 0              | 0      | 0      | 32     | 6      |
| 1961/62 | Feijenoord   | Nederland | Eredivisie    | 29         | 8          | 1     | 1     | 2              | 0              | 0      | 0      | 32     | 9      |
| 1962/63 | Feijenoord   | Nederland | Eredivisie    | 22         | 3          | 2     | 0     | 5              | 0              | 0      | 0      | 29     | 3      |
| 1963/64 | Feijenoord   | Nederland | Eredivisie    | 25         | 10         | 4     | 2     | 0              | 0              | 0      | 0      | 29     | 12     |
| 1964/65 | Feijenoord   | Nederland | Eredivisie    | 26         | 6          | 5     | 3     | 0              | 0              | 0      | 0      | 31     | 9      |
| 1965/65 | Anderlecht   | België    | Eerste klasse | 10         | 1          | 2     | 2     | 2              | 0              | 0      | 0      | 14     | 3      |
| 1966/67 | Anderlecht   | België    | Eerste klasse | 30         | 11         | 5     | 0     | 4              | 0              | 0      | 0      | 39     | 11     |
| 1967/68 | Anderlecht   | België    | Eerste klasse | 25         | 7          | 3     | 3     | 3              | 1              | 0      | 0      | 31     | 11     |
| 1968/69 | Anderlecht   | België    | Eerste klasse | 17         | 4          | 1     | 3     | 4              | 4              | 0      | 0      | 22     | 11     |
| 1969/70 | Anderlecht   | België    | Eerste klasse | 4          | 0          | 1     | 1     | 5              | 2              | 0      | 0      | 10     | 3      |
| 1970/71 | Racing White | België    | Eerste klasse | 28         | 6          | 0     | 0     | 0              | 0              | 0      | 0      | 28     | 6      |
| 1971/72 | Racing White | België    | Eerste klasse | 23         | 4          | 0     | 0     | 0              | 0              | 0      | 0      | 23     | 4      |
| 1972/73 | Racing White | België    | Eerste klasse | 19         | 3          | 2     | 0     | 2              | 0              | 0      | 0      | 23     | 3      |
| 1973/74 | RWDM         | België    | Eerste klasse | 22         | 6          | 1     | 0     | 4              | 0              | 0      | 0      | 27     | 6      |
| 1974/75 | RAEC Mons    | België    | Tweede klasse | 23         | 3          | –     | 0     | 0              | 0              | 0      | 0      | 23     | 3      |
| 1975/76 | RAEC Mons    | België    | Tweede klasse | 1          | 0          | –     | 0     | 0              | 0              | 0      | 0      | 1      | 0      |
| Totaal  | Totaal       | Totaal    | Totaal        | 417        | 100        | 33    | 18    | 31             | 7              | 0      | 0      | 481    | 125    |